# Jean Defraigne
Jean Pierre Marie Olivier Germain Defraigne (Roosendaal en Nispen (Nederland), 19 april 1929 – 16 maart 2016) was een Belgisch politicus en minister voor de PRL.

## Levensloop
Als doctor in de rechten aan de Universiteit van Luik, een diploma dat hij in 1953 behaalde, vestigde Defraigne zich als advocaat in Luik en was tevens plaatsvervangend vrederechter.
Hij begon aan het begin van de jaren 1960 een politieke loopbaan voor de liberale PLP, de latere PRL, en werd voor deze partij in 1964 verkozen tot gemeenteraadslid van Luik, een mandaat dat hij tot in 1988 uitoefende. Van 1971 tot 1973 was hij er schepen van Handel, Middenstand en Toerisme.
In 1965 werd hij verkozen tot lid van de Kamer van volksvertegenwoordigers voor het arrondissement Luik, een mandaat dat hij tot in 1974 behield. Vervolgens zetelde hij van 1974 tot 1977 voor hetzelfde arrondissement in de Senaat, om daarna van 1977 tot 1989 opnieuw in de Kamer te zetelen. Door de toenmalige dubbelmandaten zetelde hij tijdens zijn parlementaire loopbaan eveneens in de Cultuurraad voor de Franse Cultuurgemeenschap (1971-1980), de voorlopige Waalse Gewestraad (1974-1977) en de Waalse Gewestraad en de Raad van de Franse Gemeenschap (1980-1988). In de Cultuurraad voor de Franse Cultuurgemeenschap was Defraigne van 1971 tot 1973 fractievoorzitter voor zijn partij. Van mei tot oktober 1980 en opnieuw van 1981 tot 1988 was hij voorzitter van de Kamer van volksvertegenwoordigers. Zijn laatste wapenfeit als Belgisch parlementslid was het verlagen van de burgerlijke meerderjarigheid tot 18 jaar, een wetsvoorstel dat hij indiende in de Kamercommissie Justitie en in januari 1990 werd aangenomen.
Defraigne was ook enkele keren regeringslid. Van 1973 tot 1974 was hij staatssecretaris voor Waalse Streekeconomie in de regering-Leburton, waarbij hij verantwoordelijk was voor de toepassing van de wetten voor economische expansie in Wallonië, en van 1974 tot 1976 was hij minister van Openbare Werken in de regeringen-Tindemans I en -II. In juli 1976 trad hij af als minister nadat hij met premier Leo Tindemans een meningsverschil had over de begroting. 
In 1983 werd Defraigne benoemd tot minister van Staat. In juni 1989 verliet hij de nationale Belgische politiek nadat hij verkozen werd tot lid van het Europees Parlement. Hij zetelde er tot aan de verkiezingen van 1994 en toonde zich als Europarlementslid kritisch over het Verdrag van Maastricht en de uitbreiding van de Europese Unie zonder duidelijk institutioneel kader. Op Europees niveau verdedigde Defraigne het principe van subsidiariteit, waarbij de lidstaten de taken zouden opnemen waarvan ze geacht werden dat zij die het beste konden uitvoeren. 
Na zijn actieve politieke carrière werd hij beheerder bij verschillende vennootschappen, vooral in de bouwsector, en was hij van 1995 tot 1999 voorzitter van de raad van beheer van Spa Monopole, de producent van het mineraalwater Spa. Van 1994 tot 2000 zetelde hij tevens in de raad voor verzoening en bemiddeling binnen de PRL. In 1999 aanvaardde hij nog de positie van lijstduwer op de Europese lijst van de PRL, waarbij hij meer dan 20.000 stemmen achter zijn naam wist te krijgen.
Als overtuigde militant van de Waalse Beweging was hij van 1970 tot 1971 ook lid van het Waals Nationaal Congres en van 1982 tot 1998 was hij ondervoorzitter van het Waalsgezinde onderzoeksinstituut Institut Jules Destrée. Ook werd hij in 1995 lid van het directorium van de politieke beweging Wallonie libre en sympathiseerde hij voor de rattachistische beweging, die ijverde voor de aanhechting van Wallonië bij Frankrijk.
Hij stierf in 2016 op 86-jarige leeftijd. Zijn dochter Christine Defraigne volgde hem op in de politiek.